# Susanne Schwarz-Raacke
Susanne Schwarz-Raacke (* 1958 in Bremen) ist eine deutsche Industriedesignerin und Professorin für Design-Grundlagen und Produktentwurf an der Kunsthochschule Berlin-Weißensee. Sie lebt und arbeitet in Berlin.

## Werdegang
Nach einem Studium der Erziehungswissenschaften von 1978 bis 1980 an der Universität Hamburg schloss sie das Studium Industrial Design an der Hochschule für bildende Künste (HFBK) Hamburg an, das sie 1986 mit dem Diplom abschloss. Anschließend war sie Künstlerische Mitarbeiterin an der Universität Hannover/Institut für Industrial Design und an der Hochschule der Künste Berlin, heute Universität der Künste Berlin (UdK) im Fachbereich Design, Designgrundlagen. Von 1991 bis 2000 lebte sie in der Schweiz. In dieser Zeit war sie als Industriedesignerin im Designteam des Telekommunikationsunternehmens „ascom“ angestellt.
Parallel dazu war sie Mitglied im Projektteam zum Aufbau des Fachbereichs Kunst und Design an der FH Nordwestschweiz (FHNW), das den Fachbereich Industrie Design an der FHNW konzipierte und gründete. Von 1999 bis 2001 war sie Dozentin am Institut Industrial Design der Hochschule für Gestaltung und Kunst FHNW.
Zurück in Deutschland war sie als freiberufliche Designerin tätig. Von 2004 bis 2009 war sie Gastprofessorin an der weißensee kunsthochschule berlin. Seit 2009 ist sie an der Kunsthochschule Professorin für Designgrundlagen und Produktentwurf. Die Schwerpunkte ihrer Entwurfspraxis liegen bei der Gestaltung von Telekommunikationsgeräten und Automaten, sowie Produkten in den Bereichen Kochen, Essen und Ernährung. An der weißensee kunsthochschule berlin initiierte und gründete sie Anfang 2010 gemeinsam mit Zane Berzina und Heike Selmer das greenlab, Labor für nachhaltige Design-Strategien.

## Veröffentlichungen
- Publikationsreihe GreenDesign[1] zusammen mit Zane Berzina, Heike Selmer, Steffen Schuhmann

## Auszeichnungen
- 1984 Bundespreis Gute Form/Kochgeschirr
- seit 1993 diverse Auszeichnungen IF Hannover

## Ausstellungen
- 1990 Ausstellung „Frauen im Design“ im IDZ, Technologie und Innovationspark Berlin
- 1994 Ausstellung „Good Offices and beyond“, sowie Aufnahme in die ständige Sammlung des Cooper Hewitt National Museum of Design New York / ISDN Gerätefamilie „ascom office“ und schnurloses Telefon „ascom libra“
- 1996 Wanderausstellung des Swiss Industrial Design Pavillon / Lawinensuchgerät „ascom barryvox“, sowie schnurlose Telefone „Tritel Leysin“ (Swisscom) und „Beocom 5000“, Stationen Sydney und Singapur
- 2002/03 „Schön und Gut: Design aus der Schweiz“, Ausstellung im Gelben Haus Flims/ Schweiz „ascom barryvox“